# دکترای پرستاری
دکتری پرستاری (به انگلیسی: Doctor of Nursing) بالاترین مقطع تحصیلی در رشته پرستاری است. دانش آموختگان این دوره می‌توانند به عنوان اعضاء هیئت علمی در دانشگاه‌ها، مراکز آموزشی و تحقیقاتی انجام وظیفه نمایند.

## تاریخچه در ایران
تلاش برای اخذ مجوز جهت ایجاد مقطع دکتری پرستاری از دهه ۶۰ در ایران شروع شد و مکاتبات و موافقتها و تنظیم برنامه درسی از سال ۱۳۷۰ به بعد به‌طور عملی و پیگیر آغاز گردید این تلاش‌ها در سال ۱۳۷۳ نتیجه داد و با برنامه این مقطع در دانشگاه علوم پزشکی تبریز موافقت گردید و دانشکده پرستاری مامایی دانشگاه علوم پزشکی تبریز جذب دانشجو جهت مقطع دکتری پرستاری را از طریق آزمون کنکور سراسری در سال ۱۳۷۴ انجام داد.
اولین دوره دکتری پرستاری در سال ۱۳۷۴ در دانشگاه علوم پزشکی تبریز با ۳ دانشجو در ایران آغاز گشت. و پس از آن در سال ۱۳۷۵ دانشگاه تربیت مدرس با چهار دانشجو تربیت دانشجوی دکتری پرستاری را آغاز نمود.
از سال ۱۳۷۴تا سال ۱۳۷۸ فقط دو دانشگاه تربیت مدرس و تبریز پذیرش دانشجو داشتند و در این سال دانشگاه‌های تهران و ایران نیز برای اولین دوره دانشجوی پرستاری را در مقطع دکتری پذیرش نمودند.
تعداد دانشگاه‌هایی که دارای مجوز تربیت دانشجوی دکتری تخصصی پرستاری می‌باشند شامل ۱۴ دانشگاه می‌باشند. اولین فارغ التحصیلان مقطع دکتری پرستاری ایران در سال ۱۳۸۰ فارغ‌التحصیل شدند که تعداد آن‌ها ۴ نفر بودند که با تلاش پیگیر مسئولان پرستاری اولین گروه دانشجویان وارد بازار کار شدند.

## شرایط ورود به دوره
1. داشتن شرایط عمومی ورود به آموزش عالی.
2. داشتن دانشنامه کارشناسی ارشد (فوق لیسانس) یا دکتری حرفه‌ای یا بالاتر، متناسب با رشته تحصیلی مورد تقاضا، از یکی از دانشگاه‌های داخل و خارج کشور که حسب مورد به تأیید وزارت علوم، تحقیقات و فناوری و وزارت بهداشت، درمان و آموزش پزشکی رسیده باشد.

تبصره: تشخیص اینکه دارنده کدام دانشنامه در کدام رشته می‌تواند تحصیل کند و همچنین تعیین شرایط تطبیق، با گروه برنامه‌ریزی ذی‌ربط در شورای عالی برنامه‌ریزی است.
1. قبولی در امتحانات اختصاصی ورود به دوره دکتری Ph.D.
2. داشتن معرفی نامه، مبنی بر صلاحیت تحصیل در دوره دکتری Ph.D حداقل از ۲ نفر از استادان قبلی داوطلب.
3. کسب نمرهٔ قبولی در یکی از آزمون‌های زبان انگلیسی زیر:

- MCHE حداقل نمره = ۵۰
- TOFEL حداقل نمره = ۴۸
- IELTS حداقل نمره = ۵
- MELAB حداقل نمره = ۷۰[۳]

## طول دوره و ساختار آن
کمینه و بیشینهٔ مجاز طول دوره دکتری تخصصی (Ph.D) پرستاری طبق آئین‌نامه مصوب شورایعالی برنامه‌ریزی است و دروس به صورت واحدی ارائه می‌شود. این دوره شامل دو مرحله آموزشی و پژوهشی می‌باشد. مجموع واحدهای آموزشی و پژوهشی در دوره دکتری تخصصی (Ph.D) پرستاری ۴۵ واحد می‌باشد.
- مرحله آموزشی: تعداد کل واحدهای مرحله آموزشی دوره دکتری تخصصی (Ph.D) پرستاری ۲۵ می‌باشد.
- مرحله پژوهشی: تعداد واحد در مرحله پژوهشی ۲۰ واحد و به صورت پایان‌نامه می‌باشد که با توجه به علاقه دانشجو و نیاز جامعه در یکی از عرصه‌های خاص تهیه و تدوین خواهد شد.[۱]